# Ola Tidman
Ola Tidman (Malmö, 11 maggio 1979) è un ex calciatore svedese, di ruolo portiere.

## Carriera

### Club
Tidman cominciò la carriera con la maglia del Malmö, per poi passare ai belgi del Gent e de La Louvière.
Successivamente si trasferì agli inglesi dello Stockport County e dello Sheffield Wednesday.
Militò poi nei danesi del Midtjylland, per cui esordì nella Superligaen in data 20 marzo 2005, subentrando ad Anders Rasmussen.
In seguito si accordò con gli irlandesi del Derry City, formazione che lo cedette in prestito al Kongsvinger. Giocò poi ancora in Danimarca, nell'AB, chiudendo infine la carriera in patria, al Limhamn Bunkeflo.